# Tachydromia hyalipennis
Tachydromia hyalipennis är en tvåvingeart som först beskrevs av Macquart 1827.  Tachydromia hyalipennis ingår i släktet Tachydromia och familjen puckeldansflugor.
Artens utbredningsområde är Frankrike. Inga underarter finns listade i Catalogue of Life.